# 堀場厚
堀場 厚（ほりば あつし、1948年2月5日 - ）は、日本の実業家。株式会社堀場製作所代表取締役会長兼グループCEO。京都府京都市出身、在住。既婚、1男1女。

## 来歴
京都教育大学附属京都小学校・中学校、京都府立山城高等学校を経て1971年（昭和46年）3月甲南大学理学部卒業。同年11月に米オルソン・ホリバ社（堀場製作所のアメリカ子会社）入社。
- 1972年9月 - 堀場製作所入社。米ホリバ・インターナショナル社に出向
- 1973年9月 - 米ホリバ・インスツルメンツ社に出向。米カリフォルニア大学アーバイン校（UCI）工学部電気工学科3回生に編入
- 1975年 - カリフォルニア大学アーバイン校工学部電気工学科卒業
- 1977年6月 - カリフォルニア大学アーバイン校大学院工学部電子工学科修士課程修了
- 1977年12月 - 帰国し堀場製作所海外技術部長
- 1981年3月 - 海外本部長
- 1982年6月 - 取締役（海外本部長）
- 1986年1月 - 取締役（営業本部長）
- 1988年6月 - 専務取締役（営業本部長）
- 1992年1月 - 代表取締役社長
- 2005年6月 - 代表取締役会長兼社長
- 2018年1月 - 代表取締役会長兼グループCEO

社外での活動はソフトバンク株式会社社外取締役（2018年6月~）、住友電気工業株式会社社外取締役（2021年6月~）、一般社団法人日本電気計測機器工業会会長（2017年5月~2019年5月）、一般社団法人日本分析機器工業会会長（2007年5月~2011年5月）、京都商工会議所副会頭、後に同会頭。京都経済同友会代表幹事、産業構造審議会委員などを務める。
1998年にフランス国家功労章オフィシエ、2010年にレジオン・ドヌール勲章シュヴァリエを受章した。
2019年春の叙勲で旭日中綬章を受章。

## 人物
- 堀場製作所創業者・堀場雅夫の長男として生まれ、幼少期を工場兼自宅の中で工員たちと共に過ごす[12]。厚が小学校3年生のときに父は金閣寺近くに本格的な檜づくりの家を購入、厚はこの家で大学を卒業するまで暮らす[13]。この家は現在、堀場製作所の迎賓館「雅風荘」として利用されている[14]。
- 創業者の長男ということで当初より後継者と目されていたが、厚自身は「父から会社を継げと言われたことは一度もないのです。」[15]と述べる。海外事業を主に仕切っていた厚と国内事業に注力し研究者気質の父とでは意見がぶつかることも多く、「父から聞いたのは「2代目社長（大浦政弘氏[注釈 1]）が『厚君にやってもらったらいい』と言った」とだけ」[15]。自身の後継者と目される長男の堀場弾（堀場製作所常務執行役員）についても「私から息子に「会社を継げ」とはひと言も言っていないのです」「後継者は私が決めるのではありません。（弾氏が）経営者としての感性を持っていると経営陣が判断して「そうするのがいい」とならないと。」[15]と述べる。
- 生粋の京都人であり、会社経営においても京都ゆえの特徴を生かすことを強調する[16]。「東京の企業ってどこかの企業が何かで成功するとすぐませするじゃないですか。でも京都の人たちにとっては、そのまままねすることは「けったくそ悪い」ってなりますね。」[15]。京都財界の交流・発展にも関心が強い。一方、創業家社長としてトップの考え方、価値観を長く受け継いでいく長期的な視野での経営、現場主義を重視し、短期で社長が交代する企業経営に対しては批判的である[15][17][18]。「経営者は「数字で見えないこと」「お金で買えないこと」をどう読むかが勝負だと思っています。（中略）四半期ベースの成績だけ見ても、5年も10年も先の将来なんて見えるはずがない。それを近視眼って言います（笑）。」[15]。
- 妻は老舗旅館「柊家」の娘[15]。
- ワコールホールディングス名誉会長の塚本能交は小・中学校の同級生[15][19][20]。ともに京都を本拠とする企業の創業者の長男として生まれる等共通点が多く親交は深い。現在の京都商工会議所では塚本が会頭、堀場が副会頭である[8]。
- 2025年5月28日、京都商工会議所の記者会見の中で北陸新幹線延伸問題（北陸新幹線敦賀以西のルート選定）に触れて現行ルート案を支持。さらに個人的な意見として舞鶴市を経由すべきとする意見を述べた[21]。

## 著書
- 『京都の企業はなぜ独創的で業績がいいのか』（2011年10月20日、講談社）ISBN 978-4062173681
- 『難しい。だから挑戦しよう』（2014年6月14日、PHP研究所）ISBN 978-4569761640